# FIBA Europe Cup 2021-2022
La FIBA Europe Cup 2021-2022 è la settima edizione del secondo torneo europeo di pallacanestro per club organizzato dalla FIBA Europe.

## Formula del torneo
Le squadre qualificate per i preliminari si affrontano in gare di eliminazione unica per determinare le sei squadre che accederanno alla "regular season": le quattro vincitrici vi accederanno direttamente, mentre le quattro finaliste perdenti disputeranno un ulteriore girone all'italiana per determinare le ultime due qualificate.
Alla "regular season" verranno sorteggiati otto gironi all'italiana da quattro squadre l'uno, con gare di andata e ritorno. Le prime due di ogni gruppo accederanno al secondo turno secondo i seguenti criteri: vittorie, scontri diretti, differenza punti, maggior punti segnati e sorteggio. Il "secondo turno" verrà disputato con le stesse modalità della "regolar season". Le otto squadre rimaste disputeranno i quarti di finale, semifinali e finale con partite di andata e ritorno.

## Partecipanti
In parentesi viene mostrata la posizione ottenuta da ciascuna squadra dopo eventuali play-off della stagione precedente (QR: perdenti dei turni di qualificazione di Basketball Champions League 2021-2022).
- EC: Squadra vincitrice dell'edizione precedente

| Regular Season                 | Regular Season            | Regular Season             | Regular Season                |
| ------------------------------ | ------------------------- | -------------------------- | ----------------------------- |
| Telenet Giants Antwerp (3°)    | CSM Oradea (2°)           | Spalato (CL QR2)           | Belfius Mons-Hainaut (CL QR1) |
| Rilski Sportist (2°)           | Avtodor Saratov (9°)      | Bakken Bears (CL QR2)      | Levski Sofia (CL QR1)         |
| Hakro Merlins Crailsheim (6°)  | Casademont Zaragoza (13°) | Le Mans (CL QR2)           | AEK Larnaca (CL QR1)          |
| Iōnikos Nikaias (8°)           | Bahçeşehir Koleji(12°)    | Brose Bamberg (CL QR2)     | Vilpas Vikings (CL QR1)       |
| Szolnoki Olaj (2°)             | Kyiv-Basket (3°)          | Peristeri (CL QR2)         | Hapoel Eilat (CL QR1)         |
| Hapoel Gilboa Galil Elyon (2°) | Cmoki Minsk (CL QR3)      | Mornar (CL QR2)            | Sporting CP (CL QR1)          |
| UNAHOTELS Reggio Emilia (11°)  | Juventus Utena (CL QR3)   | ZZ Leiden (CL QR2)         | London Lions (CL QR1)         |
| Heroes Den Bosch (2°)          | Parma Perm' (CL QR3)      | Opava (CL QR2)             |                               |
| Legia Varsavia (4°)            | Fribourg Olympic (CL QR3) | Kapfenberg Bulls (CL QR1)  |                               |
| Turno di qualificazione        |                           |                            |                               |
| Swans Gmunden (1°)             | TFT Skopje (7°)           | Pärnu Sadam (2°)           | Trefl Sopot (5°)              |
| GGMT Vienna (7°)               | Porto (2°)                | Medi Bayreuth (10°)        | CSO Voluntari (4°)            |
| Hapoel Haifa (5°)              | Benfica (4°)              | Īraklīs Salonicco (10°)    | Enisey Krasnojarsk (11°)      |
| Ironi Nes ZionaEC (7°)         | Academic Plovdiv (3°)     | Naturtex-SZTE Szedeák (3°) | Dnipro (4°)                   |
| Kumanovo (5°)                  | Keravnos (2°)             | Donar Groningen (3°)       |                               |

## Date e formato del torneo
| Fase          | Turno                           | Sorteggio      | Andata            | Ritorno           |
| ------------- | ------------------------------- | -------------- | ----------------- | ----------------- |
| Preliminari   | Primo turno di qualificazione   | 19 agosto 2021 | 28 settembre 2021 | 28 settembre 2021 |
| Preliminari   | Secondo turno di qualificazione | 19 agosto 2021 | 29 settembre 2021 | 29 settembre 2021 |
| Preliminari   | Terzo turno di qualificazione   | 19 agosto 2021 | 1 ottobre 2021    | 1 ottobre 2021    |
| Fase a gironi | Giornata 1                      | 19 agosto 2021 | 13 ottobre 2021   | 13 ottobre 2021   |
| Fase a gironi | Giornata 2                      | 19 agosto 2021 | 20 ottobre 2021   | 20 ottobre 2021   |
| Fase a gironi | Giornata 3                      | 19 agosto 2021 | 27 ottobre 2021   | 27 ottobre 2021   |
| Fase a gironi | Giornata 4                      | 19 agosto 2021 | 3 novembre 2021   | 3 novembre 2021   |
| Fase a gironi | Giornata 5                      | 19 agosto 2021 | 10 novembre 2021  | 10 novembre 2021  |
| Fase a gironi | Giornata 6                      | 19 agosto 2021 | 17 novembre 2021  | 17 novembre 2021  |
| Secondo turno | Giornata 1                      | 19 agosto 2021 | 8 dicembre 2021   | 8 dicembre 2021   |
| Secondo turno | Giornata 2                      | 19 agosto 2021 | 15 dicembre 2021  | 15 dicembre 2021  |
| Secondo turno | Giornata 3                      | 19 agosto 2021 | 12 gennaio 2022   | 12 gennaio 2022   |
| Secondo turno | Giornata 4                      | 19 agosto 2021 | 26 gennaio 2022   | 26 gennaio 2022   |
| Secondo turno | Giornata 5                      | 19 agosto 2021 | 2 febbraio 2022   | 2 febbraio 2022   |
| Secondo turno | Giornata 6                      | 19 agosto 2021 | 9 febbraio 2022   | 9 febbraio 2022   |
| Play-offs     | Quarti di finale                | 19 agosto 2021 | 9 marzo 2022      | 16 marzo 2022     |
| Play-offs     | Semifinali                      | 19 agosto 2021 | 30 marzo 2022     | 6 aprile 2022     |
| Play-offs     | Finali                          | 19 agosto 2021 | 20 aprile 2022    | 27 aprile 2022    |

## Preliminari

### Sorteggio
Le 19 squadre partecipanti ai turni di qualificazione sono state divise in cinque fasce. Nel primo turno si sono affrontate solo le squadre delle fasce 4 e 5, mentre le restanti iniziano il cammino dal secondo turno. Nel secondo turno preliminare le vincenti del primo turno incontrano così le squadre della fascia 1 e le squadre della seconda fascia quelle di terza.
| Team            |
| --------------- |
| Ironi Nes Ziona |
| Donar Groningen |
| Bayreuth        |
| Dnipro          |

| Team               |
| ------------------ |
| Benfica            |
| Īraklīs Salonicco  |
| Keravnos           |
| Enisey Krasnojarsk |

| Team             |
| ---------------- |
| Porto            |
| Hapoel Haifa     |
| CSO Voluntari    |
| Akademik Plovdiv |

| Team          |
| ------------- |
| Szedeák       |
| Trefl Sopot   |
| Swans Gmunden |
| Pärnu         |

| Team       |
| ---------- |
| BC Vienna  |
| Kumanovo   |
| TFT Skopje |

### Risultati

#### Gruppo A
|  | Quarti di finale | Quarti di finale | Quarti di finale |               |                 | Semifinali      | Semifinali      | Semifinali |  |  | Finale | Finale | Finale |  |
|  |                  |                  |                  |               |                 |                 |                 |            |  |  |        |        |        |  |
|  |                  |                  |                  |               |                 | Donar Groningen | Donar Groningen | 80         |  |  |        |        |        |  |
|  |                  |                  |                  |               |                 | Donar Groningen | Donar Groningen | 80         |  |  |        |        |        |  |
|  |                  |                  | Swans Gmunden    | Swans Gmunden | 53              |                 |                 |            |  |  |        |        |        |  |
|  | Kumanovo         | Kumanovo         | Swans Gmunden    | Swans Gmunden | 53              | 60              |                 |            |  |  |        |        |        |  |
|  | Kumanovo         | Kumanovo         |                  |               |                 |                 |                 |            |  |  |        |        |        |  |
|  | Swans Gmunden    | Swans Gmunden    | 83               |               |                 |                 |                 |            |  |  |        |        |        |  |
|  | Swans Gmunden    | Swans Gmunden    | 83               |               | Donar Groningen | Donar Groningen | 73              |            |  |  |        |        |        |  |
|  |                  |                  |                  |               |                 |                 |                 |            |  |  |        |        |        |  |
|  |                  |                  | Benfica          | Benfica       | 81              |                 |                 |            |  |  |        |        |        |  |
|  |                  |                  |                  | Benfica       | 81              |                 |                 |            |  |  |        |        |        |  |
|  |                  |                  |                  |               |                 |                 |                 |            |  |  |        |        |        |  |
|  |                  |                  |                  |               |                 |                 |                 |            |  |  |        |        |        |  |
|  |                  | Benfica          | Benfica          | 83            |                 |                 |                 |            |  |  |        |        |        |  |
|  |                  |                  |                  | 83            |                 |                 |                 |            |  |  |        |        |        |  |
|  |                  |                  | CSO Voluntari    | CSO Voluntari | 77              |                 |                 |            |  |  |        |        |        |  |

#### Gruppo B
|  | Semifinali        | Semifinali        | Semifinali        |                   |             | Finale      | Finale | Finale |  |
|  |                   |                   |                   |                   |             |             |        |        |  |
|  | Dnipro            | Dnipro            | 82                |                   |             |             |        |        |  |
|  | Dnipro            | Dnipro            | 82                |                   |             |             |        |        |  |
|  | Trefl Sopot       | Trefl Sopot       | 88                |                   |             |             |        |        |  |
|  | Trefl Sopot       | Trefl Sopot       | 88                |                   | Trefl Sopot | Trefl Sopot | 72     |        |  |
|  |                   |                   |                   |                   | Trefl Sopot | Trefl Sopot | 72     |        |  |
|  |                   |                   | Īraklīs Salonicco | Īraklīs Salonicco | 74          |             |        |        |  |
|  | Īraklīs Salonicco | Īraklīs Salonicco | Īraklīs Salonicco | Īraklīs Salonicco | 74          | 95          |        |        |  |
|  | Īraklīs Salonicco | Īraklīs Salonicco |                   |                   |             |             |        |        |  |
|  | Akademik Plovdiv  | Akademik Plovdiv  | 75                |                   |             |             |        |        |  |

#### Gruppo C
|  | Quarti di finale | Quarti di finale   | Quarti di finale   |              |          | Semifinali | Semifinali | Semifinali |  |  | Finale | Finale | Finale |  |
|  |                  |                    |                    |              |          |            |            |            |  |  |        |        |        |  |
|  |                  |                    |                    |              |          | Bayreuth   | Bayreuth   | 84         |  |  |        |        |        |  |
|  |                  |                    |                    |              |          | Bayreuth   | Bayreuth   | 84         |  |  |        |        |        |  |
|  |                  |                    | Szedeák            | Szedeák      | 77       |            |            |            |  |  |        |        |        |  |
|  | TFT Skopje       | TFT Skopje         | Szedeák            | Szedeák      | 77       | 76         |            |            |  |  |        |        |        |  |
|  | TFT Skopje       | TFT Skopje         |                    |              |          |            |            |            |  |  |        |        |        |  |
|  | Szedeák          | Szedeák            | 92                 |              |          |            |            |            |  |  |        |        |        |  |
|  | Szedeák          | Szedeák            | 92                 |              | Bayreuth | Bayreuth   | 80         |            |  |  |        |        |        |  |
|  |                  |                    |                    |              |          |            |            |            |  |  |        |        |        |  |
|  |                  |                    | Hapoel Haifa       | Hapoel Haifa | 75       |            |            |            |  |  |        |        |        |  |
|  |                  |                    |                    | Hapoel Haifa | 75       |            |            |            |  |  |        |        |        |  |
|  |                  |                    |                    |              |          |            |            |            |  |  |        |        |        |  |
|  |                  |                    |                    |              |          |            |            |            |  |  |        |        |        |  |
|  |                  | Enisey Krasnojarsk | Enisey Krasnojarsk | 80           |          |            |            |            |  |  |        |        |        |  |
|  |                  |                    |                    | 80           |          |            |            |            |  |  |        |        |        |  |
|  |                  |                    | Hapoel Haifa       | Hapoel Haifa | 85       |            |            |            |  |  |        |        |        |  |

#### Gruppo D
|  | Quarti di finale | Quarti di finale | Quarti di finale |       |                 | Semifinali      | Semifinali      | Semifinali |  |  | Finale | Finale | Finale |  |
|  |                  |                  |                  |       |                 |                 |                 |            |  |  |        |        |        |  |
|  |                  |                  |                  |       |                 | Ironi Nes Ziona | Ironi Nes Ziona | 86         |  |  |        |        |        |  |
|  |                  |                  |                  |       |                 | Ironi Nes Ziona | Ironi Nes Ziona | 86         |  |  |        |        |        |  |
|  |                  |                  | Pärnu            | Pärnu | 82              |                 |                 |            |  |  |        |        |        |  |
|  | BC Vienna        | BC Vienna        | Pärnu            | Pärnu | 82              | 67              |                 |            |  |  |        |        |        |  |
|  | BC Vienna        | BC Vienna        |                  |       |                 |                 |                 |            |  |  |        |        |        |  |
|  | Pärnu            | Pärnu            | 72               |       |                 |                 |                 |            |  |  |        |        |        |  |
|  | Pärnu            | Pärnu            | 72               |       | Ironi Nes Ziona | Ironi Nes Ziona | 70              |            |  |  |        |        |        |  |
|  |                  |                  |                  |       |                 |                 |                 |            |  |  |        |        |        |  |
|  |                  |                  | Porto            | Porto | 79              |                 |                 |            |  |  |        |        |        |  |
|  |                  |                  |                  | Porto | 79              |                 |                 |            |  |  |        |        |        |  |
|  |                  |                  |                  |       |                 |                 |                 |            |  |  |        |        |        |  |
|  |                  |                  |                  |       |                 |                 |                 |            |  |  |        |        |        |  |
|  |                  | Keravnos         | Keravnos         | 58    |                 |                 |                 |            |  |  |        |        |        |  |
|  |                  |                  |                  | 58    |                 |                 |                 |            |  |  |        |        |        |  |
|  |                  |                  | Porto            | Porto | 70              |                 |                 |            |  |  |        |        |        |  |

#### Lucky losers
Le migliori due squadre avanzano alla fase a gironi in qualità di lucky loser sostituendo le retrocesse dalla Champions League che hanno rifiutato la partecipazione alla competizione.
|    | Squadra         | PF  | PS  | DP  |
| -- | --------------- | --- | --- | --- |
| 1. | Donar Groningen | 153 | 134 | +19 |
| 2. | Trefl Sopot     | 160 | 156 | +4  |
| 3. | Hapoel Haifa    | 160 | 160 | 0   |
| 4. | Ironi Nes Ziona | 156 | 161 | -5  |

Regole per la qualificazione: 1) Miglior differenza punti; 2) Punti fatti; 3) Sorteggio.

## Regular season

### Gruppo A
| Pos | Squadra          | G | V | P | PF  | PS  | DP  | Pt | Qualificazione               |        | BAY    | LON   | DON   | KAP   |
| --- | ---------------- | - | - | - | --- | --- | --- | -- | ---------------------------- | ------ | ------ | ----- | ----- | ----- |
| 1   | medi Bayreuth    | 6 | 5 | 1 | 516 | 443 | +73 | 11 | Qualificata al Secondo turno |        | —      | 97–78 | 84–61 | 83–79 |
| 2   | London Lions     | 6 | 5 | 1 | 501 | 444 | +57 | 11 | Qualificata al Secondo turno |        | 91–81  | —     | 85–67 | 68–58 |
| 3   | Donar Groningen  | 6 | 2 | 4 | 426 | 463 | −37 | 8  |                              |        | 64–71  | 60–79 | —     | 85–59 |
| 4   | Kapfenberg Bulls | 6 | 0 | 6 | 432 | 525 | −93 | 6  |                              | 70–100 | 81–100 | 85–89 | —     |       |

### Gruppo B
| Pos | Squadra         | G | V | P | PF  | PS  | DP  | Pt | Qualificazione               |       | KYI   | SOP   | HEI   | RIL   |
| --- | --------------- | - | - | - | --- | --- | --- | -- | ---------------------------- | ----- | ----- | ----- | ----- | ----- |
| 1   | Kyiv-Basket     | 6 | 4 | 2 | 447 | 440 | +7  | 10 | Qualificata al Secondo turno |       | —     | 69–68 | 62–71 | 84–72 |
| 2   | Trefl Sopot     | 6 | 3 | 3 | 481 | 451 | +30 | 9  | Qualificata al Secondo turno |       | 65–66 | —     | 85–88 | 90–81 |
| 3   | Hapoel Eilat    | 6 | 3 | 3 | 497 | 494 | +3  | 9  |                              |       | 78–86 | 83–89 | —     | 83–86 |
| 4   | Rilski Sportist | 6 | 2 | 4 | 475 | 515 | −40 | 8  |                              | 96–80 | 64–84 | 86–94 | —     |       |

### Gruppo C
| Pos | Squadra          | G | V | P | PF  | PS  | DP  | Pt | Qualificazione               |       | BEN   | PAR   | HDE   | OPA    |
| --- | ---------------- | - | - | - | --- | --- | --- | -- | ---------------------------- | ----- | ----- | ----- | ----- | ------ |
| 1   | Benfica          | 6 | 5 | 1 | 511 | 485 | +26 | 11 | Qualificata al Secondo turno |       | —     | 83–69 | 73–78 | 86–84  |
| 2   | Parma-Parimatch  | 6 | 4 | 2 | 505 | 449 | +56 | 10 | Qualificata al Secondo turno |       | 89–92 | —     | 67–52 | 106–84 |
| 3   | Heroes Den Bosch | 6 | 2 | 4 | 440 | 480 | −40 | 8  |                              |       | 76–78 | 75–92 | —     | 87–82  |
| 4   | Opava            | 6 | 1 | 5 | 490 | 532 | −42 | 7  |                              | 89–99 | 63–82 | 88–72 | —     |        |

### Gruppo D
| Pos | Squadra                 | G | V | P | PF  | PS  | DP   | Pt | Qualificazione               |        | AVT   | REG   | CAZ    | HGG    |
| --- | ----------------------- | - | - | - | --- | --- | ---- | -- | ---------------------------- | ------ | ----- | ----- | ------ | ------ |
| 1   | Avtodor Saratov         | 6 | 5 | 1 | 562 | 463 | +99  | 11 | Qualificata al Secondo turno |        | —     | 91–84 | 100–80 | 102–62 |
| 2   | UNAHOTELS Reggio Emilia | 6 | 4 | 2 | 497 | 457 | +40  | 10 | Qualificata al Secondo turno |        | 80–77 | —     | 76–67  | 93–70  |
| 3   | Casademont Zaragoza     | 6 | 2 | 4 | 484 | 515 | −31  | 8  |                              |        | 86–92 | 82–77 | —      | 78–80  |
| 4   | Hapoel Gilboa Galil     | 6 | 1 | 5 | 443 | 551 | −108 | 7  |                              | 71–100 | 70–87 | 90–91 | —      |        |

### Gruppo E
| Pos | Squadra           | G | V | P | PF  | PS  | DP  | Pt | Qualificazione               |       | BAH   | LEI   | MOR   | IRA   |
| --- | ----------------- | - | - | - | --- | --- | --- | -- | ---------------------------- | ----- | ----- | ----- | ----- | ----- |
| 1   | Bahçeşehir Koleji | 6 | 6 | 0 | 483 | 413 | +70 | 12 | Qualificata al Secondo turno |       | —     | 84–61 | 75–68 | 86–66 |
| 2   | ZZ Leiden         | 6 | 3 | 3 | 445 | 469 | −24 | 9  | Qualificata al Secondo turno |       | 69–79 | —     | 78–73 | 71–63 |
| 3   | Mornar Bar        | 6 | 2 | 4 | 484 | 470 | +14 | 8  |                              |       | 86–95 | 87–74 | —     | 88–65 |
| 4   | Īraklīs           | 6 | 1 | 5 | 423 | 483 | −60 | 7  |                              | 63–64 | 83–92 | 83–82 | —     |       |

### Gruppo F
| Pos | Squadra                | G | V | P | PF  | PS  | DP  | Pt | Qualificazione               |       | SPO   | ANT   | ION   | MON   |
| --- | ---------------------- | - | - | - | --- | --- | --- | -- | ---------------------------- | ----- | ----- | ----- | ----- | ----- |
| 1   | Sporting CP            | 6 | 4 | 2 | 468 | 413 | +55 | 10 | Qualificata al Secondo turno |       | —     | 77–53 | 87–54 | 75–65 |
| 2   | Telenet Antwerp Giants | 6 | 3 | 3 | 471 | 472 | −1  | 9  | Qualificata al Secondo turno |       | 80–75 | —     | 87–90 | 77–63 |
| 3   | Iōnikos                | 6 | 3 | 3 | 470 | 497 | −27 | 9  |                              |       | 93–79 | 81–92 | —     | 74–77 |
| 4   | Belfius Mons-Hainaut   | 6 | 2 | 4 | 434 | 461 | −27 | 8  |                              | 68–75 | 86–82 | 75–78 | —     |       |

### Gruppo G
| Pos | Squadra                  | G | V | P | PF  | PS  | DP  | Pt | Qualificazione               |       | CRA   | BAK   | PER   | MNS    |
| --- | ------------------------ | - | - | - | --- | --- | --- | -- | ---------------------------- | ----- | ----- | ----- | ----- | ------ |
| 1   | HAKRO Crailsheim Merlins | 6 | 4 | 2 | 494 | 438 | +56 | 10 | Qualificata al Secondo turno |       | —     | 77–86 | 78–55 | 77–81  |
| 2   | Bakken Bears             | 6 | 4 | 2 | 524 | 501 | +23 | 10 | Qualificata al Secondo turno |       | 78–91 | —     | 83–75 | 101–93 |
| 3   | Peristeri Vitabiotics    | 6 | 2 | 4 | 446 | 477 | −31 | 8  |                              |       | 66–76 | 85–83 | —     | 80–70  |
| 4   | Cmoki Minsk              | 6 | 2 | 4 | 483 | 531 | −48 | 8  |                              | 72–95 | 80–93 | 87–85 | —     |        |

### Gruppo H
| Pos | Squadra        | G | V | P | PF  | PS  | DP  | Pt | Qualificazione               |       | LEG   | ORA   | POR   | SZO   |
| --- | -------------- | - | - | - | --- | --- | --- | -- | ---------------------------- | ----- | ----- | ----- | ----- | ----- |
| 1   | Legia Warszawa | 6 | 6 | 0 | 462 | 410 | +52 | 12 | Qualificata al Secondo turno |       | —     | 75–68 | 71–61 | 83–66 |
| 2   | CSM CSU Oradea | 6 | 3 | 3 | 417 | 412 | +5  | 9  | Qualificata al Secondo turno |       | 66–76 | —     | 67–58 | 78–70 |
| 3   | FC Porto       | 6 | 2 | 4 | 415 | 432 | −17 | 8  |                              |       | 81–82 | 75–63 | —     | 76–68 |
| 4   | Szolnoki Olaj  | 6 | 1 | 5 | 411 | 451 | −40 | 7  |                              | 68–75 | 58–75 | 81–64 | —     |       |

## Secondo turno

### Gruppo I
| Pos | Squadra         | G | V | P | PF  | PS  | DP  | Pt | Qualificazione                  |       | LEI   | LEG   | PAR   | BAY   |
| --- | --------------- | - | - | - | --- | --- | --- | -- | ------------------------------- | ----- | ----- | ----- | ----- | ----- |
| 1   | ZZ Leiden       | 6 | 5 | 1 | 512 | 489 | +23 | 11 | Qualificata al Quarti di finale |       | —     | 78–90 | 79–75 | 98–93 |
| 2   | Legia Warszawa  | 6 | 4 | 2 | 472 | 437 | +35 | 10 | Qualificata al Quarti di finale |       | 59–77 | —     | 70–72 | 80–55 |
| 3   | Parma-Parimatch | 6 | 3 | 3 | 485 | 481 | +4  | 9  |                                 |       | 88–91 | 67–78 | —     | 92–78 |
| 4   | medi Bayreuth   | 6 | 0 | 6 | 483 | 545 | −62 | 6  |                                 | 84–89 | 88–95 | 85–91 | —     |       |

### Gruppo J
| Pos | Squadra                  | G | V | P | PF  | PS  | DP  | Pt | Qualificazione                  |  | REG    | CRA   | ANT   | KYI   |
| --- | ------------------------ | - | - | - | --- | --- | --- | -- | ------------------------------- |  | ------ | ----- | ----- | ----- |
| 1   | UNAHOTELS Reggio Emilia  | 6 | 5 | 1 | 408 | 402 | +6  | 11 | Qualificata al Quarti di finale |  | —      | 79–70 | 86–72 | 20–0  |
| 2   | HAKRO Crailsheim Merlins | 6 | 3 | 3 | 473 | 453 | +20 | 9  | Qualificata al Quarti di finale |  | 80–84  | —     | 91–86 | 82–62 |
| 3   | Telenet Antwerp Giants   | 6 | 2 | 4 | 493 | 475 | +18 | 8  |                                 |  | 101–59 | 69–79 | —     | 83–70 |
| 4   | Kyiv-Basket              | 6 | 2 | 4 | 374 | 418 | −44 | 7  | Un punto di penalizzazione      |  | 79–80  | 73–71 | 90–82 | —     |

### Gruppo K
| Pos | Squadra        | G | V | P | PF  | PS  | DP  | Pt | Qualificazione                  |       | ORA   | SPO   | BEN   | SOP   |
| --- | -------------- | - | - | - | --- | --- | --- | -- | ------------------------------- | ----- | ----- | ----- | ----- | ----- |
| 1   | CSM CSU Oradea | 6 | 5 | 1 | 443 | 420 | +23 | 11 | Qualificata al Quarti di finale |       | —     | 72–55 | 68–56 | 80–65 |
| 2   | Sporting CP    | 6 | 4 | 2 | 452 | 426 | +26 | 10 | Qualificata al Quarti di finale |       | 77–83 | —     | 89–72 | 76–63 |
| 3   | Benfica        | 6 | 2 | 4 | 429 | 432 | −3  | 8  |                                 |       | 94–57 | 64–72 | —     | 67–79 |
| 4   | Trefl Sopot    | 6 | 1 | 5 | 419 | 465 | −46 | 7  |                                 | 73–83 | 72–83 | 67–76 | —     |       |

### Gruppo L
| Pos | Squadra           | G | V | P | PF  | PS  | DP  | Pt | Qualificazione                  |  | AVT    | BAH   | BAK    | LON    |
| --- | ----------------- | - | - | - | --- | --- | --- | -- | ------------------------------- |  | ------ | ----- | ------ | ------ |
| 1   | Avtodor Saratov   | 6 | 5 | 1 | 556 | 499 | +57 | 11 | Esclusa                         |  | —      | 75–70 | 102–79 | 84–81  |
| 2   | Bahçeşehir Koleji | 6 | 5 | 1 | 526 | 474 | +52 | 11 | Qualificata al Quarti di finale |  | 97–95  | —     | 90–76  | 107–82 |
| 3   | Bakken Bears      | 6 | 1 | 5 | 505 | 536 | −31 | 7  | Qualificata al Quarti di finale |  | 95–96  | 85–86 | —      | 95–80  |
| 4   | London Lions      | 6 | 1 | 5 | 463 | 541 | −78 | 7  |                                 |  | 77–104 | 61–76 | 82–75  | —      |

## Fase a eliminazione diretta
La fase a eliminazione diretta è composta da quarti di finale, semifinale e finale con partite di andata e ritorno.

### Tabellone
|  | Quarti di finale         | Quarti di finale         | Quarti di finale | Quarti di finale | Quarti di finale |  |  | Semifinali          | Semifinali          | Semifinali          | Semifinali          | Semifinali |    |     | Finale            | Finale            | Finale | Finale | Finale |  |
|  |                          |                          |                  |                  |                  |  |  |                     |                     |                     |                     |            |    |     |                   |                   |        |        |        |  |
|  | HAKRO Crailsheim Merlins | HAKRO Crailsheim Merlins | 71               | 77               | 148              |  |  |                     |                     |                     |                     |            |    |     |                   |                   |        |        |        |  |
|  | ZZ Leiden                | ZZ Leiden                | 68               | 85               | 153              |  |  | ZZ Leiden           | ZZ Leiden           | 71                  | 82                  | 153        |    |     |                   |                   |        |        |        |  |
|  | Sporting CP              | Sporting CP              | 70               | 54               | 124              |  |  | Bahçeşehir Koleji   | Bahçeşehir Koleji   | 77                  | 90                  | 167        |    |     |                   |                   |        |        |        |  |
|  | Bahçeşehir Koleji        | Bahçeşehir Koleji        | 73               | 66               | 139              |  |  |                     |                     |                     |                     |            |    |     | Bahçeşehir Koleji | Bahçeşehir Koleji | 72     | 90     | 162    |  |
|  | Legia Warszawa           | Legia Warszawa           | 68               | 75               | 143              |  |  |                     |                     | UNAHOTELS Reggio E. | UNAHOTELS Reggio E. | 69         | 74 | 143 |                   |                   |        |        |        |  |
|  | UNAHOTELS Reggio E.      | UNAHOTELS Reggio E.      | 71               | 80               | 151              |  |  | UNAHOTELS Reggio E. | UNAHOTELS Reggio E. | 72                  | 92                  | 164        |    |     |                   |                   |        |        |        |  |
|  | Bakken Bears             | Bakken Bears             | 84               | 70               | 154              |  |  | Bakken Bears        | Bakken Bears        | 74                  | 72                  | 146        |    |     |                   |                   |        |        |        |  |
|  | CSM CSU Oradea           | CSM CSU Oradea           | 82               | 61               | 143              |  |  |                     |                     |                     |                     |            |    |     |                   |                   |        |        |        |  |

### Quarti di finale

#### Andata
| Varsavia 9 marzo 2022, ore 18:15 GMT+1 | Legia Warszawa | 68 – 71 (23-16,33-35,53-55) referto | UNAHOTELS Reggio E. | Sala OSiR Bemowo |
| Cowels 19 Kulka 16 Johnson 11 Punti 13 Hopkins 12 Thompson 11 Strautiņš Koszarek 8 Assist 14 Cinciarini Johnson 7 Rimbalzi 10 Hopkins Wojciech Kamiński Allenatori Attilio Caja |                |                                     |                     |                  |
| |                |                                     |                     |                  |
| Cowels 19 Kulka 16 Johnson 11 | Punti          | 13 Hopkins 12 Thompson 11 Strautiņš |                     |                  |
| Koszarek 8 | Assist         | 14 Cinciarini                       |                     |                  |
| Johnson 7 | Rimbalzi       | 10 Hopkins                          |                     |                  |
| Wojciech Kamiński | Allenatori     | Attilio Caja                        |                     |                  |

| Aarhus 9 marzo 2022, ore 18:30 GMT+1 | Bakken Bears | 84 – 82 (20-22,37-44,71-62) referto | CSM CSU Oradea | Vejlby-Risskov Hallen |

| Ilshofen 9 marzo 2022, ore 19:00 GMT+1 | HAKRO Crailsheim M. | 71 – 68 (11-15,34-37,50-52) referto | ZZ Leiden | Arena Hohenlohe |

| Lisbona 10 marzo 2022, ore 21:30 GMT+1 | Sporting CP | 70 – 73 (12-17,34-39,49-57) referto | Bahçeşehir Koleji | Pavilhão João Rocha |

#### Ritorno
| Istanbul 16 marzo 2022, ore 18:00 GMT+1 | Bahçeşehir Koleji | 66 – 54 (15-19,28-39,41-46) referto | Sporting CP | Ulker Sports and Event Hall |

| Oradea 16 marzo 2022, ore 18:00 GMT+1 | CSM CSU Oradea | 61 – 70 (19-23,34-38,49-52) referto | Bakken Bears | Arena Antonio Alexe |

| Leiden 16 marzo 2022, ore 19:30 GMT+1 | ZZ Leiden | 85 – 77 (23-24,53-49,72-60) referto | HAKRO Crailsheim M. | Vijf Meihal |

| Bologna 16 marzo 2022, ore 20:30 GMT+1 | UNAHOTELS Reggio E. | 80 – 75 (o.t.) (21-17,37-33,56-51,68-71) referto | Legia Warszawa | Unipol Arena |

### Semifinali

#### Andata
| Aarhus 30 marzo 2022, ore 18:30 GMT+1 | Bakken Bears | 74 – 72 (18-17,48-41,64-56) referto | UNAHOTELS Reggio E. | Vejlby-Risskov Hallen |

| Leiden 30 marzo 2022, ore 19:30 GMT+1 | ZZ Leiden | 71 – 77 (19-16,38-33,58-51) referto | Bahçeşehir Koleji | Vijf Meihal |

#### Ritorno
| Istanbul 6 aprile 2022, ore 19:00 GMT+1 | Bahçeşehir Koleji | 90 – 82 (25-19,46-38,72-57) referto | ZZ Leiden | Ulker Sports and Event Hall |

| Bologna 6 aprile 2022, ore 20:30 GMT+1 | UNAHOTELS Reggio E. | 92 – 72 (31-10,55-37,77-56) referto | Bakken Bears | Unipol Arena |

### Finale

#### Andata
| Arbitri: | Fernando Calatrava Nicolas Maestre Carsten Straube |

|                      |            |             |
| Cinciarini 20        | Punti      | 12 Jones    |
| Cinciarini 9         | Assist     | 6 Hall      |
| Hopkins, Strautiņš 8 | Rimbalzi   | 5 Dekker    |
| Attilio Caja         | Allenatori | Erhan Ernak |

| Quintetto titolare | Quintetto titolare | Quintetto titolare  | Pt   | Rim  | Ass  |
| ------------------ | ------------------ | ------------------- | ---- | ---- | ---- |
| C                  | 5                  | Mikael Hopkins      | 6    | 8    | 2    |
| AP                 | 12                 | Artūrs Strautiņš    | 8    | 8    | 0    |
| P                  | 20                 | Andrea Cinciarini   | 20   | 1    | 9    |
| AG                 | 23                 | Justin Johnson      | 16   | 7    | 0    |
| G                  | 55                 | Tyler Larson        | 0    | 2    | 2    |
| Panchina:          |                    |                     |      |      |      |
| G                  | 1                  | Stephen Thompson    | 9    | 2    | 2    |
| AC                 | 8                  | Filippo Baldi Rossi | 5    | 4    | 1    |
| G                  | 10                 | Jacopo Soliani      | n.e. | n.e. | n.e. |
| P                  | 13                 | Bryant Crawford     | 5    | 1    | 0    |
| C                  | 15                 | Stefano Colombo     | n.e. | n.e. | n.e. |
| Allenatore:        |                    |                     |      |      |      |
| Attilio Caja       |                    |                     |      |      |      |

| UnaHotels Reggio Emilia |  | Bahçeşehir Koleji |

| Reggiana      | Statistiche        | Bahçeşehir    |
| ------------- | ------------------ | ------------- |
|               | Statistiche        |               |
| 12/28 (42.9%) | Tiro da 2          | 17/24 (70.8%) |
| 9/28 (32.1%)  | Tiro da 3          | 10/28 (35.7%) |
| 18/22 (81.8%) | Tiri liberi        | 8/15 (53.3%)  |
| 11            | Rimbalzi offensivi | 4             |
| 23            | Rimbalzi difensivi | 23            |
| 34            | Rimbalzi totali    | 27            |
| 16            | Assist             | 15            |
| 9             | Palle perse        | 10            |
| 6             | Palle rubate       | 3             |
| 0             | Stoppate           | 4             |
| 16            | Falli              | 22            |

| Quintetto titolare | Quintetto titolare | Quintetto titolare | Pt   | Rim  | Ass  |
| ------------------ | ------------------ | ------------------ | ---- | ---- | ---- |
| P                  | 2                  | Langston Hall      | 6    | 2    | 6    |
| G                  | 5                  | Muhammed Baygül    | 4    | 2    | 2    |
| PG                 | 15                 | Jamar Smith        | 11   | 2    | 3    |
| C                  | 21                 | Oğuz Savaş         | 0    | 0    | 0    |
| AG                 | 32                 | Berkay Candan      | 7    | 0    | 1    |
| Panchina:          |                    |                    |      |      |      |
| AP                 | 1                  | Jamal Jones        | 12   | 2    | 0    |
| P                  | 3                  | Kartal Özmızrak    | 11   | 0    | 1    |
| AC                 | 8                  | Hadi Özdemir       | n.e. | n.e. | n.e. |
| C                  | 9                  | Tarik Black        | 2    | 2    | 1    |
| AG                 | 17                 | Sam Dekker         | 10   | 6    | 0    |
| C                  | 23                 | Richard Solomon    | 9    | 5    | 1    |
| AP                 | 33                 | Erkan Yılmaz       | 0    | 0    | 0    |
| Allenatore:        |                    |                    |      |      |      |
| Erhan Ernak        |                    |                    |      |      |      |

#### Ritorno
| Arbitri: | Luis Castillo Oskars Lucis Wojciech Liszka |

|                   |            |                        |
| Smith 17          | Punti      | 19 Strautiņš, Thompson |
| Özmızrak, Smith 4 | Assist     | 9 Cinciarini           |
| Dekker, Savaş 5   | Rimbalzi   | 11 Strautiņš           |
| Erhan Ernak       | Allenatori | Attilio Caja           |

| Quintetto titolare | Quintetto titolare | Quintetto titolare | Pt | Rim | Ass |
| ------------------ | ------------------ | ------------------ | -- | --- | --- |
| AP                 | 1                  | Jamal Jones        | 14 | 2   | 1   |
| P                  | 2                  | Langston Hall      | 2  | 2   | 3   |
| PG                 | 15                 | Jamar Smith        | 17 | 1   | 4   |
| C                  | 21                 | Oğuz Savaş         | 5  | 2   | 1   |
| AG                 | 32                 | Berkay Candan      | 7  | 2   | 1   |
| Panchina:          |                    |                    |    |     |     |
| P                  | 3                  | Kartal Özmızrak    | 7  | 4   | 4   |
| G                  | 5                  | Muhammed Baygül    | 6  | 1   | 0   |
| AG                 | 8                  | Hadi Özdemir       | 0  | 0   | 0   |
| C                  | 9                  | Tarik Black        | 12 | 3   | 3   |
| AG                 | 17                 | Sam Dekker         | 12 | 5   | 1   |
| C                  | 23                 | Richard Solomon    | 4  | 2   | 0   |
| AP                 | 33                 | Erkan Yılmaz       | 4  | 3   | 2   |
| Allenatore:        |                    |                    |    |     |     |
| Erhan Ernak        |                    |                    |    |     |     |

| Bahçeşehir Koleji |  | UnaHotels Reggio Emilia |

| Bahçeşehir    | Statistiche        | Reggiana      |
| ------------- | ------------------ | ------------- |
|               | Statistiche        |               |
| 16/26 (61.5%) | Tiro da 2          | 11/27 (40.7%) |
| 12/27 (44.4%) | Tiro da 3          | 14/35 (40.0%) |
| 22/31 (71.0%) | Tiri liberi        | 10/13 (76.9%) |
| 7             | Rimbalzi offensivi | 13            |
| 23            | Rimbalzi difensivi | 22            |
| 30            | Rimbalzi totali    | 35            |
| 20            | Assist             | 19            |
| 9             | Palle perse        | 15            |
| 6             | Palle rubate       | 5             |
| 2             | Stoppate           | 1             |
| 18            | Falli              | 25            |

| Quintetto titolare | Quintetto titolare | Quintetto titolare  | Pt   | Rim  | Ass  |
| ------------------ | ------------------ | ------------------- | ---- | ---- | ---- |
| C                  | 5                  | Mikael Hopkins      | 9    | 4    | 2    |
| AP                 | 12                 | Artūrs Strautiņš    | 19   | 11   | 2    |
| P                  | 20                 | Andrea Cinciarini   | 8    | 1    | 9    |
| AG                 | 23                 | Justin Johnson      | 9    | 4    | 0    |
| G                  | 55                 | Tyler Larson        | 0    | 1    | 0    |
| Panchina:          |                    |                     |      |      |      |
| G                  | 1                  | Stephen Thompson    | 19   | 1    | 3    |
| AC                 | 8                  | Filippo Baldi Rossi | 8    | 5    | 1    |
| G                  | 10                 | Jacopo Soliani      | n.e. | n.e. | n.e. |
| P                  | 13                 | Bryant Crawford     | 2    | 2    | 2    |
| C                  | 15                 | Stefano Colombo     | n.e. | n.e. | n.e. |
| Allenatore:        |                    |                     |      |      |      |
| Attilio Caja       |                    |                     |      |      |      |